# كأس بيلي جين كينغ

الشعار الجديد (2020) لكأس بيلي جين كينغ..

الشعار القديم.

كأس بيلي جين كينغ (بالإنجليزية: Billie Jean King Cup)‏ هي مسابقة للمنتخبات الأولى للسيدات في لعبة كرة المضرب، وقد بدأت هذه المسابقة في عام 1963 بمناسبة الاحتفال بمرور 50 عامًا على إنشاء الاتحاد الدولي لكرة المضرب. ظلت المسابقة تحمل الاسم «كأس الاتحاد» Federation Cup حتى تم تقصير الاسم في عام 1995. وتغيرت مرة أخرى في سبتمبر 2020 تكريما للمصنفة الأولى عالميا السابقة بيلي جين كينج.
تقابل مسابقة كأس بيلي جين كينغ الخاصة بالسيدات مسابقة كأس ديفيز الخاصة بالرجال.

## وصلات خارجية
- الموقع الرسمي لكأس بيلي جين كينغ